# Bomarion aureolatum
Bomarion aureolatum là một loài bọ cánh cứng trong họ Cerambycidae.